# Charles F. Tabor
Charles Franklin Tabor (* 21. Juni 1841 im St. Joseph County, Michigan; † 6. August 1900 in Keeseville, New York) war ein US-amerikanischer Jurist und Politiker (Demokratische Partei).

## Werdegang
Charles Franklin Tabor, Sohn von Betsey E. Russell und Silas Tabor (um 1820–1863), wurde während der Wirtschaftskrise von 1837 im St. Joseph County geboren. Die Familie zog 1843 nach Newstead (New York). Er besuchte die Akademien in Clarence und Williamsville, beides Vororte von Buffalo (New York), sowie das Seminar in Lima (New York). 1861 zog er nach Buffalo (New York), um Jura in der Kanzlei von Humphrey & Parsons zu studieren. Die Folgejahre waren vom Bürgerkrieg überschattet. Seine Zulassung als Anwalt erhielt er 1863.
Am 24. Dezember 1863 heiratete er Phebe S. Andrews. Das Paar bekam eine Tochter names Georgia E. Tabor.
Tabor gründete 1868 mit Richter Thomas Corlett eine Anwaltspraxis. Sechs Jahre später ging Corlett in den Ruhestand. Daraufhin wurde Tabor Partner von William F. Sheehan. Tabor saß 1876 und 1877 für den 4. Bezirk (Erie County) in der New York State Assembly. 1888 nahm er und Sheehan zwei neue Partner in die Kanzlei auf: John Cunneen und Edward E. Coatsworth. Die Kanzlei wurde dann zu Tabor, Sheehan, Cunneen & Coatsworth umbenannt. 1895 wurde Tabor Seniorpartner in der Kanzlei von Tabor & Wilkie.
Tabor war 1881 und 1882 Supervisor in Lancaster (New York), wo er von 1867 bis 1883 lebte, bevor er nach Buffalo (New York) umzog. Er war drei Jahre lang Verbraucherkommissar im Erie County.
Bei den Wahlen im Jahr 1887 wurde er zum Attorney General von New York gewählt und 1889 wiedergewählt. Tabor bekleidete den Posten von 1888 bis 1891. Während seiner Amtszeit erklärte er die Charter of the Sugar Trust of New York für nichtig, da es sich dabei um ein Monopol handelte. Er hatte auch die Leitung bei den Rechtsstreitigkeiten betreffend der Verfassungsmäßigkeit des Stromgesetzes. In diesem Zusammenhang kam es zu einem Urteil des Obersten Gerichtshofs der Vereinigten Staaten, wonach das Gesetz für verfassungsmäßig und gültig erklärt wurde. Ferner erhielt er von dem Gericht eine Bestätigung eines Urteils vom New York Court of Appeals im Fall betreffend der Home Insurance Company, wonach das Unternehmen auf sein Grundkapital steuerpflichtig war, obwohl der Bestand aus Staatsanleihen bestand, welche von der Steuerpflicht befreit waren.
1899 kandidierte er für den Richterposten am New York Supreme Court, erlitt aber eine Niederlage.